# Pachole
Pachole – wieś w Polsce położona w województwie lubelskim, w powiecie parczewskim, w gminie Dębowa Kłoda.
Wieś ekonomii brzeskiej w drugiej połowie XVII wieku. W latach 1975–1998 miejscowość administracyjnie należała do województwa bialskopodlaskiego.
Wieś stanowi sołectwo w gminie Dębowa Kłoda. Według Narodowego Spisu Powszechnego z roku 2011 wieś liczyła 155 mieszkańców.
Wierni Kościoła rzymskokatolickiego należą do parafii Narodzenia Najświętszej Maryi Panny w Kodeńcu.

## Historia
Pachole w wieku XIX stanowiły wieś w powiecie włodawskim, gminie Krzywowierzba, parafii Opole, posiadały 60 domów i 380 mieszkańców oraz 2303 mórg ziemi.
Powstanie styczniowe
Dnia 18 listopada 1863(dts) w okolicy wsi Kolano, 11 km. na północny wschód od Parczewa w okolicach Hollendernii, Pachola, Parczewa i Kodenic miała miejsce zwycięska bitwa powstańców z wojskami rosyjskimi. Była to kontynuacja bitwy stoczonej dnia poprzedniego pod Rossoszem. Dowodzący oddziałem Krysiński i Julian Ejtminowicz połączyli się ze 120 osobowym oddziałem jazdy podpułkownika Wróblewskiego który przybył z Opola. Oddziały powstańcze skutecznie wyparły wojska rosyjskie z zajmowanych pozycji zadając poważne straty – 160 zabitych i rannych.
Na północ od wsi znajduje się mogiła Powstańców z 1863.

## Znani ludzie
W Pacholu urodził się architekt i konserwator zabytków Kazimierz Kwiatkowski (1944-1997), który większość życia spędził ratując zniszczone przez wojnę wietnamską zabytki w środkowym Wietnamie - starożytne świątynie Czamów, miasto cesarskie Hue i in. Wsławił się szczególnie odkrywając wartość historyczną miasteczka portowego Hoi An, które porównywał do Kazimierza Dolnego, i ratując je przed zniszczeniem (władze chciały wyburzyć stare domy, by pobudować nowe osiedla). Dzisiaj jego pomnik stoi w centrum miasta Hoi An.